# Si Satčanalaj
Si Satčanalaj (tajlandski: ศรีสัชนาลัย) je naselje i središte istoimenog najjužnijeg distrikta tajlandske provincije Sukotaj, koji je 2005. god. imao 95.198 stanovnika (samo naselje 5.800). U njemu se nalaze ruševine starog grada koji je bio drugi po važnosti u tajlandskom Sukotajskom kraljevstvu iz 14. st. Zbog toga je Povijesni park Si Satčanalaj, zajedno sa Sukotajem i Kamfaeng Fetom, upisan na UNESCO-ov popis mjesta svjetske baštine u Aziji i Oceaniji 1991. god.
Si Satčanalaj je u 15. stoljeću pripao kraljevstvu Ajutaja i preimenovan je u Sawankhalok, slavan po svojoj lončariji koja se prodavala sve do Indonezije, Filipina i Bornea, pa čak i Japana. U 18. stoljeću su ga Burmanci uništili, a stanovništvo se odselilo u obližnji Sawankhalok.

## Znamenitosti
U Povijesnom parku Si Satčanalaj, između ostalih, nalaze se:
- Vat Fra Sri Ratana Mahathat ("Hram dragocjene i presvete relikvije") je budistički hram (vat), izgrađen za vladavine kralja Jajavarmana VII. (13. st.), sa središnjim chedijem (stupa) u kmerskom stilu, po uzoru na Angkor Wat.
- Vat Čang Lom (slika desno gore) je izgrađen od laterita oko 1286. god. s visokom kvadratičnom bazom, okruženom frizom slonova i 20 niša sa skulpturama Bude, i zvonolikim chedijem u tradicionalnom tajlandskom stilu, tzv. "sukotajski stil".
- Vat Čedi Let Teo ("Hram sedam vrta spomenika") je mauzolej mnogih pripadnika kraljevske obitelji Sukotajskog kraljevstva. U njemu se nalazi 32 niše različitih oblika i veličina u kojima su skulpture Bude i ostaci štuko ukrasa.
- Keramičke peći Turianga se nalaze 5 km sjeverno od starog grada i ima ih oko 200, oblikovanih u 13. st. po kineskim uzorima.

- Slonovski friz Vat Čang Loma
- Buda Vat Čet Teoa
- Vat Fra Sri Ratana Mahathat
- Vat Nang Paja
- Vat Lak Mueang

## Vanjske poveznice
|  | Zajednički poslužitelj ima još gradiva o temi Si Satčanalaj |

- Službene stramice svjetske baštine Sukotaja  Arhivirana inačica izvorne stranice od 28. srpnja 2011. (Wayback Machine) (engl.)
- Si Satčanalaj - povijest i innformacije (taj.)